# 桂山乡
桂山乡是中华人民共和国浙江省温州市文成县下辖的一个乡。
2015年12月25日，浙江省人民政府批复同意调整珊溪镇管辖范围，增设桂山乡，乡政府驻三垟村。

## 行政区划
桂山乡下辖以下村级行政区划单位：
分水村、平溪村、凤狮村、福全村、桂库村、三垟村和新兴村。